# Emilio Praga

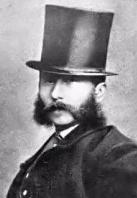
Emilio Praga.

Emilio Praga, född den 18 december 1839 i Milano i Lombardiet, död där den 26 december 1875, var en italiensk författare.
Praga var far till Marco Praga.
Praga ägnade sig till en början åt målarkonsten och poesin samfällt. I diktsamlingen Tavolozza (1862) lät han höra friska och hjärtliga toner, och den nästföljande, Penombre (1864), gav skarpt realistiska uttryck åt en inre sönderslitenhet, som dock var förenad med trängtan efter idealen. I Fiabe e leggende (1867; 2:a upplagan 1884) behandlade han medeltida sagoämnen, och därefter försökte han sig med åtskilliga dramer. Praga blev 1865 lärare vid ett konservatorium i Milano. Efter hans död utgavs hans diktsamling Trasparenze (1878). 